# Flickskolekommittén 1866
Flickskolekommittén 1866 tillsattes på Sveriges riksdags begäran för att utreda flickskolans ställning och utformningen av flickors undervisning i Sverige. Bakgrunden var motstridiga motioner i riksdagen om inrättandet av statliga skolor för flickor, något motionärerna uppfattade som så radikalt att det skulle ha bättre utsikter att lyckas genomföra på detta sätt. Det var den första statliga kommittén av sitt slag. Flickors undervisning var vid denna tid ett mycket omdebatterat ämne.

## Bakgrund och kontext
Kvinnors utbildning hade varit ett livligt omdebatterat ämne i Sveriges riksdag sedan införandet av folkskolan 1842, där även flickor inkluderades, och fick grundskoleutbildning fram till årskurs fem. Förutom privatlärare hade flickor endast två möjligheter till utbildning: fattigfriskolor, som lärde ut praktiska yrken till fattiga flickor, och flickpensioner, som skarpt kritiserades för sin ytliga bildning av eleverna till "yttre färdigheter och skimrande talanger" (1847). Före 1842 fanns endast fem "högre flickskolor", som gav en omfattande och systematisk akademisk undervisning: Wallinska skolan i Stockholm, Askersunds flickskola i Askersund, och Fruntimmersföreningens flickskola, Kjellbergska flickskolan och Brödraförsamlingens flickskola i Göteborg. Mellan 1844 och 1874 grundades 29 flickskolor i 19 städer, som började konkurrera ut flickpensionerna. 
I samband med införandet av folkskolan väcktes åtskilliga motioner om att grunda statliga flickskolor som vidareutbildning för flickorna precis som det fanns läroverk för pojkarna sedan de fullgjort sin grundutbildning: statliga skolor skulle frigöra flickornas undervisning från den föräldraauktoritet som gjorde undervisningen på flickpensionerna så undermålig.  
Motståndarna till utbildning för kvinnor, främst ledda av Henning Hamilton, hävdade att kvinnors medfödda egenskaper skilde sig från mäns och att dessa utvecklades bäst i hemmet för hemmet och förstördes av systematisk undervisning och kunskap, och att jämlikhetstanken inte kunde få störa Guds stiftade samhällsordning för könen. Det fanns också en oro för att utbildning och kunskap gav kvinnor avsmak och ovilja inför rollen som hemmafru och mor. Förespråkarna, där Theodor Ludvig Bohnstedt, Carl Johan Bergman, Fredrik Otto Silfverstolpe, Per Johan Lagergren, Gunnar Wennerberg och Daniel Söderberg hörde till de tongivande, förde fram särartsfeminismens tanke att kvinnors särskilda medfödda egenskaper kunde komplettera mäns även ute i samhällslivet och att hemmet och maken vann på en hustru och mor med kunskap. Från 1850 framfördes den alltmer vinnande linjen att de kvinnor som inte kunde bli gifta borde få utbildning för att kunna försörja sig själva när de saknade alternativ, eftersom ogifta kvinnor då endast hade prostitution, kriminalitet, ren misär eller släktingars välgörenhet att vända sig till.
På grund av den kraftiga befolkningstillväxten och det kvinnoöverskott som gjorde att allt färre kvinnor hade möjlighet att gifta sig, hade staten vid samma tid genomfört flera reformer i kvinnans ställning: lika arvsrätt 1845; näringsfrihetsförordningar 1846, 1861 och 1864; statlig tjänst vid mindre folkskola 1853; myndighet för ogift kvinna 1858–1863; tjänst vid högre folkskola 1859; tjänst som fältskär, organist och tandläkare 1861; tjänst vid post- och telegraf 1863; och dessa utökade rättigheter togs i sig som argument för att staten då också borde ge kvinnan utbildning för att kunna hantera sina nya rättigheter. 1856 hade riksdagen begärt ett svar från regeringen om hur kvinnors utbildning skulle ordnas, och resultatet hade blivit grundandet av Högre lärarinneseminariet 1861, följt av Statens normalskola för flickor. En central fråga var fortfarande den om statliga flickskolor för att komplettera pojkläroverken, något som 1865–1866 var föremål för häftig debatt, och det var orsaken till inrättandet av Flickskolekommittén 1866, som skulle se över och sammanfatta frågorna.

## Synen på utbildning för kvinnor
Kommittén fastslog att en utveckling av bildningen för flickor var positivt för att stärka henne både fysiskt och psykiskt. Gymnastik borde finnas med på schemat, och kristendomsundervisning för att stärka moralen. Teoretiska ämnen skulle stärka intellektet och utveckla smaken. Kommittén tillbakavisade argumentet att bildning kunde göra kvinnan arbetsovillig och nöjeslysten, och fastslog snarare att kvinnan behövde bildning - så länge den var rätt utformad - för att bättre kunna fylla sin roll som mannens komplement inom äktenskapet. Ett akademiskt intresse för kvinnor var inte negativt så länge de inte lät det inkräkta på hushållsarbetet, och för övrigt torde det inte finnas någon risk till det eftersom dessa frågor inte intresserade kvinnor av naturen. 
Flickskolornas första uppgift borde därför vara att bilda kvinnan för hemmet, och undervisningen utformas för att odla de egenskaper som ansågs vara kvinnans unika egenskaper. Flickskolornas andra uppgift borde vara att ge en undervisning som gjorde vidare utbildning och yrkesverksamhet möjlig för de kvinnor som inte lyckades bli gifta, så att dessa skulle slippa "i armod framsläpa ett onyttigt lif". De yrken som ansågs lämpliga för kvinnor var läkare, apotekare, telegrafist och befattningar inom posten, tullen och räkenskapsverken samt de lägre nivåerna av läraryrket: dock inga yrken som krävde ingående människokännedom, ledaregenskaper, abstrakta studier eller konsekvent och systematisk undervisning, något kvinnor varken borde undervisas eller undervisa i.

## Rekommendationer
Kommittén rekommenderade att en 1/3 av skolans utgifter borde täckas med avgifter och resten med statliga bidrag. Kommittén rekommenderade åskådlig och konkret undervisning enligt de moderna metoderna för att träna förståndet snarare än minnesträning med katekes, grammatik och namnkunskaper. 
Kommitténs rekommendation att flickskolan samtidigt skulle förbereda eleven för ett liv som hemmafru i första hand och yrkesperson i andra hand gjorde dock att de tvingades klyva undervisningen i en sexårig högre flickskola för alla elever, och en tvåårig påbyggnadskurs kallat lyceum för de som planerade att delta i yrkeslivet om de misslyckades att gifta sig. Kommitténs timplan gav flickskolornas elever en tidsmässig möjlighet för dem att hinna ikapp eleverna i pojkläroverken: i grundutbildningen motsvarade de mer eller mindre pojkläroverkens fem första år, med undantag av tyska språket och matematiken, och de övriga skillnaderna var inte så stora att de inte kunde överbyggas av en motiverad elev. Den metodik som rekommenderades för flickskolorna överensstämde i stort sett med den som förekom på pojkläroverken, även om detta endast sades rätt ut när det gällde kristendomsundervisningen: undantaget var ämnena matematik och naturvetenskap, som gavs mer utrymme och på mer abstrakt nivå i läroverken. Kommittén ansåg att en kvinna som gått ut lyceum borde kunna få avgångsexamen motsvarande den som ges till lärjungar på reallinjen vid de allmänna läroverken, "dock med vissa modifikationer, härrörande af de qvinliga läroanstalternas egendomliga syfte och läroplan". Modifikationerna nämns inte närmare, men de anses överensstämma med de cirkulär inträdesfordringarna till postverket gav till kvinnliga ansökande 1866 och 1868.   
Kommittén rekommenderade att kvinnor skulle få studera på universitet, något som "utan tvifvel framkalla det säkraste svaret på frågan om qvinnans vetenskapliga förmåga" liksom "på andra frågor, som med denna ega omedelbart sammanhang", och att framkastade möjligheten att kvinnor mycket väl skulle kunna visa sig lämpliga att både undervisas och undervisa i akademiska ämnen på högre nivå.

## Resultat
Flickskolekommittén 1866 resulterade i en rekommendation som gick ut på att en svensk flickskola borde ha sex obligatoriska klasser följt av en frivillig tvåårig överbyggnad kallad Lyceavdelningen. Timplanen skulle ge eleverna möjlighet att uppnå samma kunskapsnivå som pojkarna i läroverkets femte klass, utom i ämnena tyska och matematik: den elev som även gick lyceavdelningen kunde utjämna samtliga skillnader utom matematiken, och för en sådan elev borde någon form av mogenhetsexamen vara möjlig. Matematik och latin, som då var viktiga ämnen för pojkar, valdes bort för flickor, och engelska och tyska var frivilliga. 
Enligt Flickskolekommittén 1866 skulle flickskolans första mål vara att förbereda kvinnor för ett liv som hustru och mannens komplement och därmed bilda och forma de egenskaper som ansågs naturliga och skilda från mannens, men dess andra mål skulle vara att förbereda de kvinnor som inte lyckades bli gifta för ett liv som självförsörjande yrkeskvinnor inom de manschettyrken som vid just denna tid började öppnas för kvinnor. År 1870 öppnades läkaryrket för kvinnor och 1873 öppnades universiteten för kvinnor. Statliga skolor för flickor startades aldrig, men från 1874 fick de flickskolor som uppfyllda övriga regeringskrav statliga bidrag.

## Medlemmar
1. Kommitténs ordförande: Adolf Leonard Nordwall, chef för ecklasiastikdepartementets byrå för högre undervisning.
2. Carl Johan Bergman, lektor, en av motionärerna, stiftare av flickskolan i Visby
3. Pehr Sjöbring, biskop
4. Gustaf Reinhold Rabe, studierektor vid Högre lärarinneseminariet
5. Henrik Samuel Cederschiöld, rektor, grundare av Växjö flickskola